# Petróleo doce
Petróleo doce, também conhecido como sweet petroleum ou sweet crude, é um tipo de petróleo que contém menos de 0.5% de enxofre. É especialmente utilizado para a produção de gasolina  e tem grande demanda nos EUA e na China.

## Características
Para ser considerado um petróleo doce, o petróleo bruto deve possuir menos de 0.5% de teor de enxofre em sua composição. Possui característica menos corrosiva, devido ao baixo nível de enxofre, sendo mais fácil sua extração e transporte; e durante sua refinação, emite menos quantidade de gases nocivos o meio ambiente e provoca menos corrosão aos equipamentos das refinarias.
Quando a densidade do petróleo doce possuir gravidade API (American Petroleum Institute) maior que 10, recebe a denominação de petróleo doce leve ou light sweet crude. Quanto menos denso e mais doce for o petróleo, menos resíduo é produzido durante seu refinamento, portanto, o tipo de petróleo mais procurado no mercado mundial, sendo o seu valor de venda o mais elevado, comparado aos outros tipos de petróleo.

## Depósitos

### África
- Argélia.[5]
- Líbia.[5]
- Gana.[5]
- Nigéria.[5]
- República Democrática do Congo.[5]
- República do Congo.[5]
- Angola.[5]

### América do Norte
- Bacia dos Apalaches, no leste da América do Norte.[1][5]
- Formação Bakken, na Dakota do Norte, Saskatchewan e Manitoba.[1][5]

### América do Sul
- Bacia das Guianas.[5]
- Suriname.[5]

### Ásia
- Arábia Saudita.[5]
- Iraque.[5]
- Indonésia.[1][5]
- China.[5]
- Malásia.[5]
- Índia.[5]
- Brunei.[5]
- Austrália.[1][5]
- Nova Zelândia.[5]
- Vietnã.[5]

### Europa
- Reino Unido.[5]
- Noruega.[5]

## Indicador de preço
Para a referência de preços do petróleo bruto doce, no mercado global, é utilizado o petróleo Brent e o West Texas Intermediate (WTI). O Brent é proveniente do mar norte da Europa, e é o índice utilizado pela maioria global. O WTI é proveniente da América do Norte, e comercializado na bolsa New York Mercantile Exchange (NYMEX).